# Garac
Garac – miejscowość i gmina we Francji, w regionie Oksytania, w departamencie Górna Garonna.
Według danych na rok 1990 gminę zamieszkiwały 123 osoby, a gęstość zaludnienia wynosiła 20 osób/km² (wśród 3020 gmin regionu Midi-Pireneje Garac plasuje się na 940. miejscu pod względem liczby ludności, natomiast pod względem powierzchni na miejscu 1397.).